# Dennis Day
Dennis Day (ur. 21 maja 1916 w Nowym Jorku, zm. 22 czerwca 1988) – amerykański aktor, piosenkarz, komik i osobowość radiowa.
Wyróżniony dwoma gwiazdami na Hollywoodzkiej Alei Gwiazd.

## Filmografia
seriale
- 1948: Studio One jako Dennis McTaggart
- 1954: Studio 57
- 1962: The Lucy Show jako Cornelius Heatherington Jr
- 1969: Love, American Style

film
- 1940: Buck Benny Rides Again jako Dennis Day
- 1949: Make Mine Laughs
- 1951: Golden Girl jako Mart Taylor
- 1976: The Good Old Days of Radio